# Cantone di Port-sur-Saône
Il Cantone di Port-sur-Saône è una divisione amministrativa dell'arrondissement di Vesoul.
A seguito della riforma approvata con decreto del 17 febbraio 2014, che ha avuto attuazione dopo le elezioni dipartimentali del 2015, è passato da 17 a 46 comuni.

## Composizione
I 17 comuni facenti parte prima della riforma del 2014 erano:
- Amoncourt
- Auxon
- Bougnon
- Breurey-lès-Faverney
- Chaux-lès-Port
- Conflandey
- Équevilley
- Flagy
- Fleurey-lès-Faverney
- Grattery
- Mersuay
- Port-sur-Saône
- Provenchère
- Scye
- Le Val-Saint-Éloi
- Vauchoux
- Villers-sur-Port

Dal 2015 i comuni appartenenti al cantone sono i seguenti 46:
- Amance
- Amoncourt
- Anchenoncourt-et-Chazel
- Anjeux
- Auxon
- Bassigney
- Baulay
- Betoncourt-Saint-Pancras
- Bougnon
- Bouligney
- Bourguignon-lès-Conflans
- Breurey-lès-Faverney
- Buffignécourt
- Chaux-lès-Port
- Conflandey
- Contréglise
- Cubry-lès-Faverney
- Cuve
- Dampierre-lès-Conflans
- Dampvalley-Saint-Pancras
- Équevilley
- Faverney
- Flagy
- Fleurey-lès-Faverney
- Fontenois-la-Ville
- Girefontaine
- Grattery
- Jasney
- Mailleroncourt-Saint-Pancras
- Melincourt
- Menoux
- Mersuay
- Montureux-lès-Baulay
- La Pisseure
- Plainemont
- Polaincourt-et-Clairefontaine
- Port-sur-Saône
- Provenchère
- Saint-Remy
- Saponcourt
- Scye
- Senoncourt
- Le Val-Saint-Éloi
- Vauchoux
- Venisey
- Villers-sur-Port